# 1822年の相撲
1822年の相撲（1822ねんのすもう）は、1822年の相撲関係のできごとについて述べる。

## 興行
- 1月場所（江戸相撲）[1]
  - 興行場所:本所回向院
  - 1月25日（旧1月3日）より晴天10日間興行
- 6月場所（大坂相撲）[1]
  - 興行場所:難波新地
- 10月場所（江戸相撲）[2]
  - 興行場所:本所回向院
  - 12月7日（旧10月24日）より晴天10日間興行